# (32013) 2000 HJ57
2000 HJ57 (asteroide 32013) é um asteroide da cintura principal. Possui uma excentricidade de 0.14533120 e uma inclinação de 6.27876º.
Este asteroide foi descoberto no dia 24 de abril de 2000 por LONEOS em Anderson Mesa.